# Cierva C.4
O Cierva C.4 foi um autogiro experimental construído por Juan de la Cierva na Espanha em 1922, o qual no início do ano seguinte se tornaria o primeiro autogiro a voar com sucesso. As falhas nos projetos anteriores de De la Cierva, o C.2 e o C.3, o levaram a entender que era necessário superar o problema de dissimetria de sustentação, para fazer com que o autogiro voasse sem rodar em torno de seu próprio eixo. Ele notou que os problemas que estava vivenciando com sua aeronave em tamanho real, não aconteciam nas aeronaves de modelo feitas de bambu, pois eram muito mais flexíveis que as aeronaves construídas em tamanho real. Enquanto estava em uma ópera, ele percebeu que a flexibilidade reduzia os momentos agindo no centro e eliminavam a instabilidade. Treinado como um engenheiro civil, Cierva estava ciente que uma estrutura cantilever ligada ao seu ponto de conexão também não gerava momento, e ele projetou um rotor no qual as pás eram montadas no centro através de dobradiças que permitiam sua oscilação vertical.
O C.4 usava uma fuselagem de um monoplano (possivelmente reciclada do C.3) com um rotor de quatro pás. Foi concluído em Abril ou Maio de 1922 e testado a partir de Junho de 1922 por Jose Maria Espinosa Arias em Getafe. O sucesso não foi imediato e De la Cierva teve de realizar uma série de modificações e refinamentos ao projeto. Finalmente, em Janeiro de 1923, a aeronave voou em Getafe, sob o comando de Alejandro Gomez Spencer, fazendo um voo de cerca de 180 metros. As fontes diferem sobre a data do evento, entre 9 de Janeiro ou 17 de Janeiro.
Em 20 de Janeiro de 1923, o motor falhou em voo, e o nariz do C.4 moveu-se rapidamente para cima. O interesse original de De la Cierva em autogiros - o de segurança - foi dramaticamente justificado quando a máquina veio ao chão em autogiro completamente sem danos. Dois dias depois, De la Cierva demonstrou a aeronave aos militares e observadores de clubes de voo, incluindo o general Francisco Echagüe Santoyo, diretor do serviço aéreo militar, e Don Ricardo Ikuiz Ferry, presidente do Real Aero Club de España. Isto levou a uma demonstração militar em Cuatro Vientos no dia 31 de Janeiro de 1923, onde o C.4 fez um voo circular de 4 km em 3½ minutos, a uma altitude de mais de 25 m.
Em Julho de 1923, De la Cierva construiu o C.5, uma máquina praticamente idêntica, mas utilizando um rotor de três pás.